# Чебриков Віктор Михайлович
Ві́ктор Миха́йлович Че́бриков (рос. Ви́ктор Миха́йлович Че́бриков; 27 квітня 1923, Дніпропетровськ — 1 липня 1999, Москва) — голова КДБ СРСР з грудня 1982 до 1988, в 1988—1989 рр. — секретар ЦК КПРС. Генерал армії (1983), Герой Соціалістичної Праці (1985), лауреат Державної премії СРСР (1980). Депутат Верховної Ради УРСР 6—7-го скликань. Депутат Верховної Ради СРСР 9—11-го скликань. Народний депутат СРСР у 1989—1991 роках. Член Ревізійної Комісії КПУ в 1956—1960 роках. Кандидат у члени ЦК КПУ в 1961—1971 роках. Кандидат у члени ЦК КПРС у 1971—1981. Член ЦК КПРС у 1981—1990. Член Політбюро ЦК КПРС (23 квітня 1985 року — 20 вересня 1989 року), кандидат у члени Політбюро ЦК КПРС (27 грудня 1983 року — 23 квітня 1985 року).

## Життєпис
Народився у Катеринославі. Після закінчення школи вступив у Дніпропетровський металургійний інститут, але провчився там всього лише один рік до початку війни. В 1941 році вступив на прискорені курси Житомирського військово-піхотного училища, де здобув спеціальність командира взводу 82-міліметрових мінометів.
Після випуску брав участь у бойових діях під Сталінградом на Воронезькому фронті, під Харковом на Курській дузі, при форсуванні Дніпра. Війну закінчив в Чехословаччині у званні майора. Переніс три поранення, в тому числі два важких, а також контузію і обмороження. Нагороджений багатьма нагородами, в тому числі орденом Олександра Невського. Член ВКП(б) з 1944 року.
Після війни документи Чебрикова відправлені в Москву у Військову академію імені М. В. Фрунзе, але не пройшов через поганий зір. Після демобілізації в 1946 році повернувся додому і відновився в Дніпропетровському металургійному інституті, який закінчив у 1950. Рік пропрацював інженером на металургійному заводі.
У 1951—1955 роках — завідувач промислово-транспортного відділу, секретар, 1-й секретар Ленінського районного комітету КПУ міста Дніпропетровська. У 1955—1958 роках — секретар комітету КПУ, партійний організатор ЦК КПРС Дніпропетровського металургійного заводу імені Петровського.
У 1958—1959 роках — 2-й секретар Дніпропетровського міського комітету КПУ. У 1959—1961 роках — завідувач промислового відділу Дніпропетровського обласного комітету КПУ. У червні 1961 — січні 1963 року — 1-й секретар Дніпропетровського міського комітету КПУ.
У січні — 5 липня 1963 року — 2-й секретар Дніпропетровського промислового обласного комітету КПУ. 5 липня 1963 — грудень 1964 року — завідувач промислово-транспортного відділу Дніпропетровського промислового обласного комітету КПУ. У грудні 1964 — вересні 1965 року — секретар Дніпропетровського обласного комітету КПУ. У вересні 1965 — липні 1967 року — 2-й секретар Дніпропетровського обласного комітету КПУ.
За ці роки домігся певних результатів. Працюючи одночасно парторгом ЦК на металургійному заводі, за три роки його вивів із збиткового у рентабельний. Завідуючи промисловим відділом, постійно знаходився на будівництвах рудників і заводів. Чебриков займався в місті водопостачанням, брав участь у будівництві набережної, пуску телебачення. До 50-річчя Жовтня закінчена електрифікація області.
В 1967 році взятий на зміцнення органів держбезпеки генеральним секретарем ЦК КПРС Л. І. Брежнєвим. Його призначили начальником відділу кадрів управління КДБ СРСР. Працюючи під керівництвом Андропова, Чебрикову довелося вирішувати багато проблем. Кадрова політика не на висоті. Через рік одночасно заступник голови КДБ при Раді Міністрів СРСР. За роботу в 1980 році удостоєний Державної премії СРСР. У січні 1982 року став першим заступником голови КДБ СРСР.
У грудні 1982 року, незабаром після смерті Брежнєва, затверджений на посаді голови КДБ СРСР. Забезпечуючи безпеку країни до 1989 року, Чебриков продовжував лінію Андропова. В 1985 році за роботу удостоєний звання Героя Соціалістичної Праці. Одночасно з 1988 року секретар ЦК КПРС і голова Комісії ЦК КПРС з питань правової політики. Депутат Верховної Ради СРСР 9-11 скликань, народний депутат СРСР з 1989 року. Після виходу на пенсію працював головою охорони Іосифа Кобзона.
Помер 1 липня 1999 року в Москві. Похований на Кунцевському кладовищі.

### Сім'я
- Дружина — Чебрикова Зінаїда Моїсеївна (1923—2008)
- Донька — Бєляєва Тетяна Вікторівна (1955)

## Звання
- полковник (24.07.1967)
- генерал-майор (27.10.1967)
- генерал-лейтенант (2.11.1972)
- генерал-полковник (11.12.1978)
- генерал армії (4.11.1983)

## Нагороди
- Герой Соціалістичної Праці (12.02.1985)
- чотири ордена Леніна (22.03.1966, 13.12.1977, 26.04.1983, 12.02.1985)
- орден Жовтневої Революції (31.08.1971)
- три ордени Трудового Червоного Прапора (19.07.1958, 26.04.1973, 8.10.1980)
- орден Червоного Прапора (21.05.1945)
- орден Олександра Невського (24.08.1944)
- орден Вітчизняної війни 1-го ступеня (23.04.1985)
- медаль «За відвагу» (1.02.1943)
- медалі
- Державна премія СРСР (1980)